# Kuru (Indie)

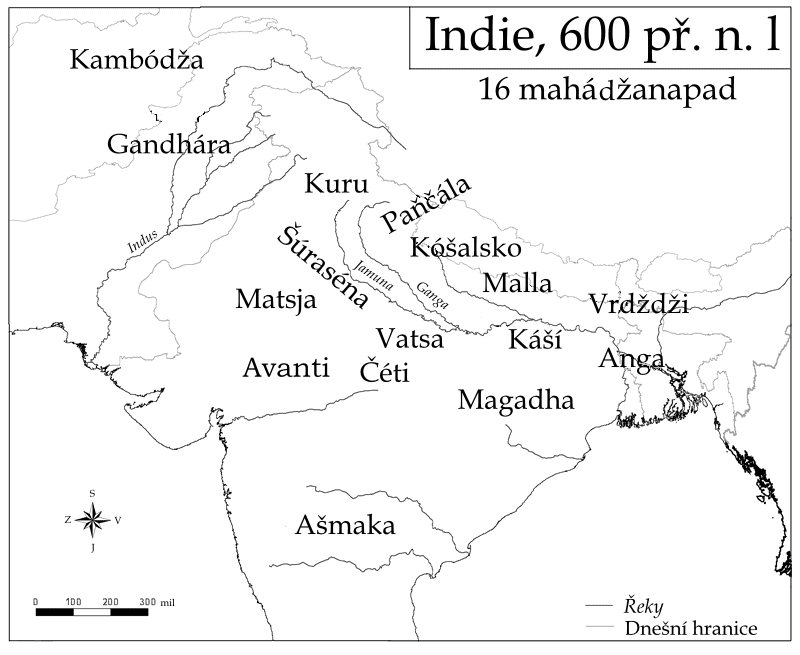
Mapa mahádžanapad

Kuru (v sanskrtu कुरु) je název indoárijského kmene a zároveň jeho království, které se nacházelo v oblasti severozápadní Indie v období véd. Království leželo v oblasti dnešní Harijány a bylo to právě zde, kde bylo započato s redakcí védských textů.
Z archeologického hlediska království Kuru korespondovalo s kulturou černě a červeně malované keramiky. V době kolem 6. století př. n. l. patřilo Kuru mezi šestnáct mahádžanapad, čili malých, ale důležitých státním útvarů.